# Герштейн, Юлиан Исаевич
Юлиан Исаевич Герштейн (20 апреля (2 мая) 1894, Илецк — 20 июня 1962, Москва) — советский архитектор и художник-гравёр. Изобретатель новых методов гравюры. Брат художника С. И. Герштейна.

## Биография
Родился 20 апреля (2 мая) 1894 года в городе Илецкая Защита Оренбургской губернии.
В 1906 году поступил на живописное отделение Московского училища живописи, ваяния и зодчества (МУЖВЗ), где учился у Н. А. Клодта, С. В. Малютина и С. В. Ноаковского. В 1911—1917 годах учился на архитектурном отделении МУЖВЗ и одновременно занимался офортом. С 1921 года принимал участие в художественных выставках.
В 1922 году около двух месяцев занимал должность начальника только что созданного Строительного управления архитектуры Татарской Республики. Был одним из первых районных архитекторов Казани, занимался архитектурными работами в 5-м Милицейском районе (Старотатарская и Новотатарская слободы). Был членом Городского совета Казани.
В 1930-х годах работал как архитектор. Член Союза архитекторов СССР с 1934 года. Среди его проектов Ветеринарный институт, жилые здания, Южный порт Москвы, Дом Советов, Дом текстилей, кино-городок, Дом Облисполкома, клубы и другие. В 1934 году выполнил планировку района Таганской площади и Крестьянской заставы в Москве. В 1930-х годах выполнил проект планировки Ярославля. В 1941—1943 работал архитектором в Киргизской ССР. С 1950-х годов жил и работал в Москве в магистральной мастерской № 3.
Предложил и разработал новый метод гравирования на органическом стекле — акрилите (составил руководство в 1951). Сконструировал малогабаритный печатный станок. Разработанные Ю. И. Герштейном методы гравирования позволили значительно упростить процесс изготовления гравюры.
Руководил офортной мастерской в Институте повышения квалификации, Институте аспирантуры Академии архитектуры СССР, Московском архитектурном институте. Руководил студией гравюры в институте «Моспроект». В 1944—1962 годах преподавал в Московском архитектурном институте.
Жил в Москве по адресу: Козицкий переулок, дом 1А. Умер в Москве 20 июня 1962 года.

## Работы
Серии офортов
- «Наша Родина» (архитектурные пейзажи; 1930-е)[1]
- «Памятники мемориальной архитектуры» (1930-е)[1]

Гравюры
- «Грузинская архитектура» (серия, 1944)[1]
- «Цветы у окна» (1944)[1]
- «На бульваре» (1945)[1]
- «Дерево у чайханы» (1947)[1]
- «Высотный дом на Смоленской площади…» (1950)[1]
- «Памятник Н. В. Гоголю в Ленинграде» (1955)[1]
- «Дубовая аллея» (1956)[1]

## Сочинения
- Михаил Иванович Махаев, 1718—1770. — М.: Искусство, 1952.
- Новые виды гравюры. — М., 1959.
- Гравюра на бумажных формах // Художник. — 1962. — № 6.
- Вырезная гравюра // Художник. — 1963. — № 6.